# Esqui estilo livre nos Jogos Olímpicos
O esqui estilo livre é disputado nos Jogos Olímpicos desde a edição de Albertville 1992 (eventos foram disputados como demonstração na edição de Calgary 1988). Moguls foi a única prova a ser disputada nesta edição. Dois anos depois, em Lillehammer 1994, estreou a prova de aerials. Para Vancouver 2010, a prova de ski cross foi adicionada e em Sóchi 2014 foram incluídas as provas do halfpipe e slopestyle. Para Pequim 2022 foram incluídas as provas do big air masculino e feminino e um evento misto de aerials.

## Eventos
• = evento oficial , d = demonstração
| Evento               | 88 | 92 | 94 | 98 | 02 | 06 | 10 | 14 | 18 | 22 |
| -------------------- | -- | -- | -- | -- | -- | -- | -- | -- | -- | -- |
| Aerials masculino    | d  | d  | •  | •  | •  | •  | •  | •  | •  | •  |
| Big air masculino    |    |    |    |    |    |    |    |    |    | •  |
| Halfpipe masculino   |    |    |    |    |    |    |    | •  | •  | •  |
| Moguls masculino     | d  | •  | •  | •  | •  | •  | •  | •  | •  | •  |
| Ski cross masculino  |    |    |    |    |    |    | •  | •  | •  | •  |
| Slopestyle masculino |    |    |    |    |    |    |    | •  | •  | •  |
| Ballet masculino     | d  | d  |    |    |    |    |    |    |    |    |
| Aerials feminino     | d  | d  | •  | •  | •  | •  | •  | •  | •  | •  |
| Big air feminino     |    |    |    |    |    |    |    |    |    | •  |
| Halfpipe feminino    |    |    |    |    |    |    |    | •  | •  | •  |
| Moguls feminino      | d  | •  | •  | •  | •  | •  | •  | •  | •  | •  |
| Ski cross feminino   |    |    |    |    |    |    | •  | •  | •  | •  |
| Slopestyle feminino  |    |    |    |    |    |    |    | •  | •  | •  |
| Ballet feminino      | d  | d  |    |    |    |    |    |    |    |    |
| Aerials misto        |    |    |    |    |    |    |    |    |    | •  |

## Quadro geral de medalhas
| Ordem | País                            | Medalha de ouro | Medalha de prata | Medalha de bronze |    |
| ----- | ------------------------------- | --------------- | ---------------- | ----------------- | -- |
| 1     | CAN Canadá                      | 12              | 12               | 6                 | 30 |
| 2     | USA Estados Unidos              | 11              | 13               | 9                 | 33 |
| 3     | SUI Suíça                       | 6               | 3                | 3                 | 12 |
| 4     | CHN China                       | 5               | 8                | 4                 | 17 |
| 5     | AUS Austrália                   | 4               | 3                | 2                 | 9  |
| 6     | NOR Noruega                     | 4               | 2                | 4                 | 10 |
| 7     | BLR Bielorrússia                | 4               | 2                | 2                 | 8  |
| 8     | FRA França                      | 3               | 6                | 6                 | 15 |
| 9     | SWE Suécia                      | 2               | 1                | 3                 | 6  |
| 10    | FIN Finlândia                   | 1               | 2                | 1                 | 4  |
| 11    | UKR Ucrânia                     | 1               | 1                |                   | 2  |
| 12    | JPN Japão                       | 1               |                  | 4                 | 5  |
| 13    | NZL Nova Zelândia               | 1               |                  | 1                 | 2  |
| 14    | CZE Chéquia                     | 1               |                  |                   | 1  |
|       | UZB Uzbequistão                 | 1               |                  |                   | 1  |
| 16    | RUS Rússia                      |                 | 1                | 3                 | 4  |
| 17    | GER Alemanha                    |                 | 1                | 1                 | 2  |
| 18    | AUT Áustria                     |                 | 1                |                   | 1  |
|       | EUN Equipa Unificada            |                 | 1                |                   | 1  |
| 20    | ROC                             |                 |                  | 3                 | 3  |
| 21    | OAR Atletas Olímpicos da Rússia |                 |                  | 2                 | 2  |
| 22    | KAZ Cazaquistão                 |                 |                  | 1                 | 1  |
|       | EST Estônia                     |                 |                  | 1                 | 1  |
|       | GBR Grã-Bretanha                |                 |                  | 1                 | 1  |